# Buenavista (Salamanca)
Buenavista (Boa vista em espanhol) é um município da Espanha na província de Salamanca, comunidade autónoma de Castela e Leão, de área 27,04 km² com população de 174 habitantes (2007) e densidade populacional de 6,43 hab./km².

## Demografia
| Variação demográfica do município entre 1991 e 2004 | Variação demográfica do município entre 1991 e 2004 | Variação demográfica do município entre 1991 e 2004 | Variação demográfica do município entre 1991 e 2004 |
| --------------------------------------------------- | --------------------------------------------------- | --------------------------------------------------- | --------------------------------------------------- |
| 1991                                                | 1996                                                | 2001                                                | 2004                                                |
| 109                                                 | 80                                                  | 123                                                 | 149                                                 |